# 薩姆伯奇海岸

薩姆伯奇海岸（英語：Zumberge Coast）是南極洲的海岸，位於帕爾默地東南岸，美國地質調查局根據該國海軍的空中照片繪入地圖，以美國地質學家命名，現時由南極條約體系管理。
78°0′S 74°0′W / 78.000°S 74.000°W